# HALO (paracadutismo)
HALO è un acronimo che nel Paracadutismo sta per High Altitude Low Open (Alta Altitudine Bassa Apertura).
È una tecnica di lancio paracadutistico militare da incursione usato dalle forze speciali per infiltrarsi in zone nemiche senza essere avvistati; normalmente la squadra è munita di GPS personale e NVG (Night Vision Goggles - Occhiali per la visione notturna). Il salto è effettuato da circa 10.000 metri con bombola di ossigeno e tuta termica. Oppure, prima del lancio il paracadutista respira per 30-40 minuti ossigeno puro, così da saturare il flusso di sangue, evitando l'uso della bombola, che se usata in maniera errata può causare l'embolia. L'apertura avviene solitamente a una quota compresa fra i 4000 e i 3000 piedi dal suolo in modo da privilegiare la velocità a scapito della distanza percorribile in aria. 
Nel linguaggio militare italiano spesso ci si riferisce a questa tecnica con l'acronimo T.C.L (Tecnica Caduta Libera). 
Il lancio HALO non va confuso con le tecniche di Skydive o di caduta libera civile, in cui ci si lancia da una quota mai superiore ai 5 km e non vengono usate attrezzature quali maschere ad ossigeno o tute termiche.